# 办公室女职员

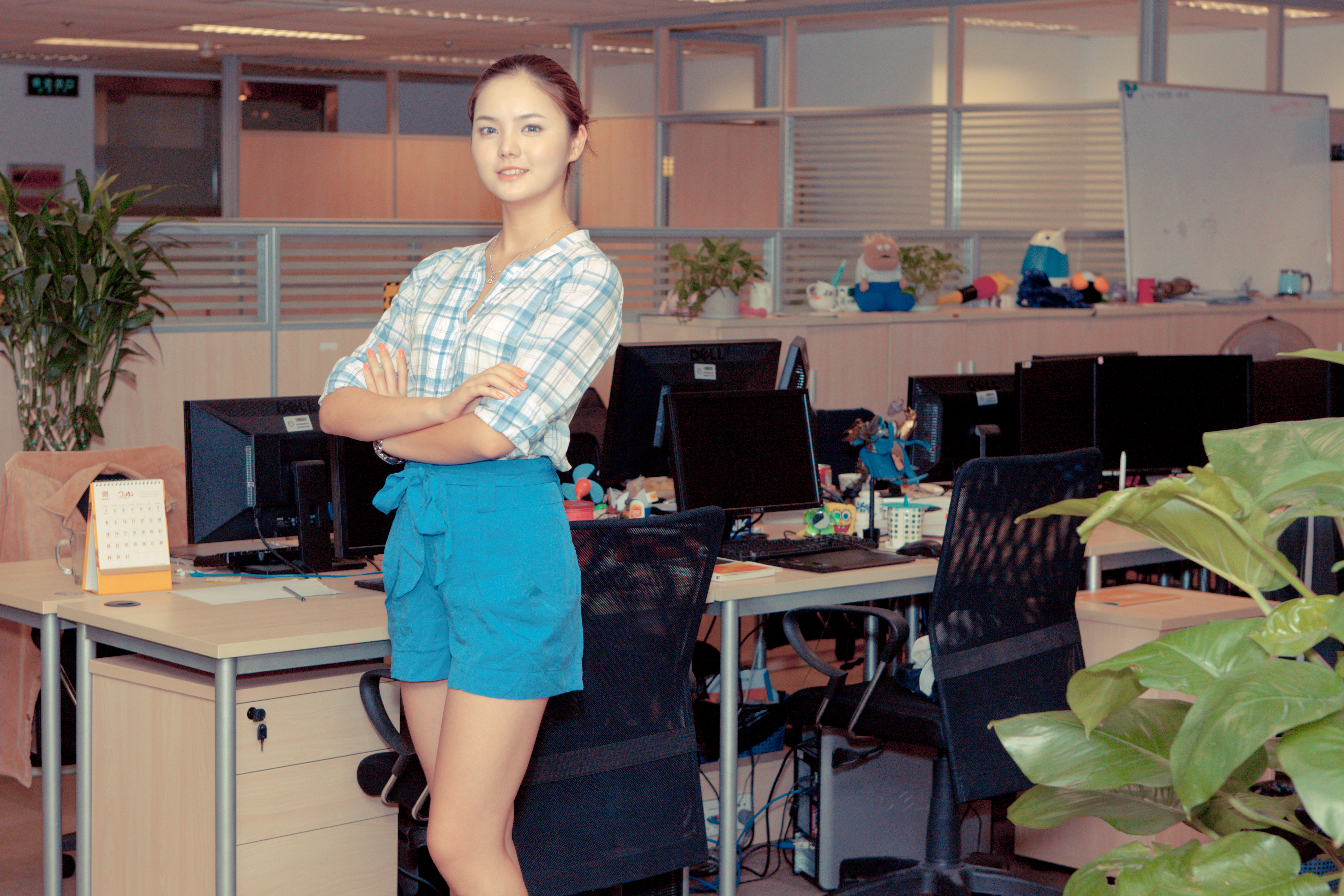
「OL」源於日本，泛指辦公室擔任基層職務的女性職員。

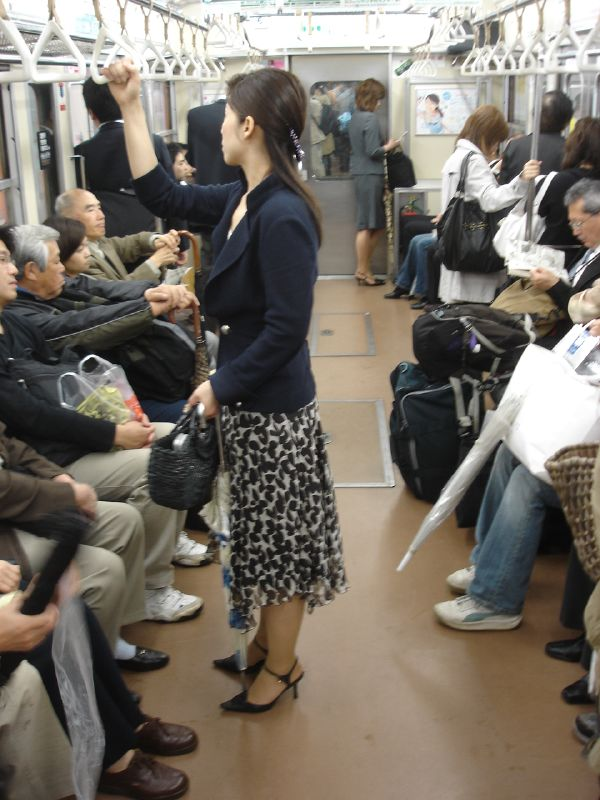
上下班時段在地鐵車廂中常見許多OL搭乘。

办公室女职员（日语： Ofisuredī），簡稱OL（日语： Ōeru，和製英語的略稱），源自於1963年日本女性雜誌《女性自身》編輯長櫻井秀勳；意即英語“female office worker”（辦公室女職員、女白領）。在日本通常指基層辦公室事務的女性勞動者。
職業婦女通常從事服務業並涵蓋多種領域，如銀行櫃員、業務、百貨櫃姐、護理人員、空服員、秘書、法務和教師等常見代表性職業。

## 起源
日本以前多以Business Girl的縮寫BG來稱呼。然而在1963年，即東京奧運的前一年，卻傳出了「『BG』是Bar Girl（酒吧女郎）的縮寫，有賣淫的意思」，《女性自身》以「為了防止前來觀看東京奧運的外國人誤解」，舉行了投票選出代替BG的名字，即OL。

## 另見
- 粉領族
- 白領

## 註腳
1. ↑  rayi. . 2005-01-11  [2012-12-27]. （原始内容存档于2016-03-04）. morning call正解為Wakeup Call（英语：Wakeup Call）。 cheer girl正解為cheerleader。 OL (office lady) 正解為female office worker
2. ↑  － (pdf). 臺北市: 國家圖書館. 2005: 24  [2012-12-30]. ISBN 957-678-430-1. （原始内容存档 (PDF)于2013-12-15）.
3. ↑  曾韋禎. . 2014-10-25  [2023-07-27]. （原始内容存档于2023-07-28）.
4. ↑  . 天下雜誌. 2020-10-06  [2025-07-11] （中文（臺灣））.